# Martha Vickers
Martha Vickers, född 28 maj 1925 i Ann Arbor, Michigan, USA, död 2 november 1971 i Los Angeles, Kalifornien, var en amerikansk skådespelare och fotomodell. Hon är mest känd i rollen som Carmen Sternwood i Utpressning från 1946.

## Biografi
Vickers fotograferades 1944 och 1945 för omslaget på Yank, The Army Weekly. Efter att ha haft småroller i olika filmer slog hon igenom i Utpressning från 1946 i regi av Howard Hawks. Under 1950-talet stagnerade Vickers karriär, men hon hade roller i en rad TV-serier.
Vickers var gift tre gånger: med filmproducenten A.C. Lyles, skådespelaren Mickey Rooney och skådespelaren Manuel Rojas. Vickers dog i matstrupscancer 46 år gammal och vilar på Valhalla Memorial Park Cemetery i North Hollywood.

## Filmografi
- 1960 – The Rebel (TV-serie)
- 1960 – Four Fast Guns
- 1959 – Perry Mason (TV-serie)
- 1958 – State Trooper (TV-serie)
- 1957 – Playhouse 90 (TV-serie)
- 1957 – Inbrottstjuven
- 1956 – The Millionaire (TV-serie)
- 1955 – The Big Bluff
- 1955 – Fireside Theatre (TV-serie)
- 1954 – The Whistler (TV-serie)
- 1954 – The Ford Television Theatre (TV-serie)
- 1953 – General Electric Theater (TV-serie)
- 1952 – The Unexpected (TV-serie)
- 1951 – The Bogus Green
- 1949 – Alimony
- 1949 – Ligisten
- 1949 – Daughter of the West
- 1948 – Rovriddaren
- 1947 – Love and Learn
- 1947 – That Way with Women
- 1947 – The Man I Love
- 1946 – Här kommer Broadway
- 1946 – Utpressning
- 1944 – Falken i Mexico
- 1944 – Mumiens ande
- 1944 – Permission över natten
- 1944 – För full orkester
- 1943 – Hi'ya, Sailor
- 1943 – Vi jitterbuggar
- 1943 – Captive Wild Woman
- 1943 – Frankenstein möter Varulven